# Umrzeć ze śmiechu
Umrzeć ze śmiechu (ang. I'm Dying Up Here) – amerykański serial telewizyjny (komedio-dramat) wyprodukowany przez  Some Kind of Garden, Assembly Entertainment, Endemol Shine North America, Plymouth Street Productions oraz Showtime Networks, który jest luźną adaptacją powieści o tym samym tytule autorstwa Williama Knoedelsedera. Serial był emitowany od 4 czerwca 2017 roku do 8 lipca 2018 roku przez Showtime, natomiast w Polsce od 14 września 2017 roku na HBO 3.
Pod koniec września 2018 roku, stacja ogłosiła zakończenie produkcji serialu po dwóch sezonach.

## Fabuła
Akcja serialu dzieje się latach 70. w Los Angeles, opowiada o początkach kariery komików występujących w klubach.

## Obsada

### Główna
- Melissa Leo jako Goldie[4]
- RJ Cyler jako Adam[5]
- Ari Graynor jako Cassie[6]
- Clark Duke jako Ron
- Stephen Guarino jako Sully[7]
- Erik Griffin jako Ralph[8]
- Andrew Santino jako Bill[8]

### Gościnne występy
- Ryan Alosio jako Miles Farber
- Sebastian Stan jako Clay Appuzzo[4]
- Dylan Baker jako Johnny Carson[9]
- Robert Forster jako Guy Appuzzo[9]
- Cathy Moriarty jako Angie Appuzzo[9]
- Alfred Molina jako Carl[9]
- Al Madrigal jako Edgar Martinez[9]
- Jon Daly jako Arnie[9]
- Jake Lacy[10]
- Scott Cohen jako Roy Brenner[11]
- David Paymer[11]
- Richard Kind jako Marty Dansak[12]
- Jeffrey Nordling jako Eli Goldman[13]
- Obba Babatundé jako Barton Royce[13]
- Sarah Hay jako Tawny[14]
- W. Earl Brown jako Teddy[14]
- Jere Burns jako Sid Robbins[14]
- Jocko Sims jako Melvin[14]

## Odcinki
| Sezon | Sezon | Odcinki | Oryginalna emisja | Oryginalna emisja | Oryginalna emisja | Oryginalna emisja | Oryginalna emisja |
| Sezon | Sezon | Odcinki | Premiera sezonu   | Finał sezonu      | Premiera sezonu   | Finał sezonu      |                   |
| ----- | ----- | ------- | ----------------- | ----------------- | ----------------- | ----------------- | ----------------- |
|       | 1     | 10      | 4 czerwca 2017    | 13 sierpnia 2017  | 14 września 2017  | 16 listopada 2017 |                   |
|       | 2     | 10      | 6 maja 2018       | 8 lipca 2018      | brak danych       | brak danych       |                   |

### Sezon 1 (2017)
| Nr | #  | Tytuł                               | Reżyseria           | Scenariusz                    | Premiera Showtime | Premiera HBO 3                               |
| -- | -- | ----------------------------------- | ------------------- | ----------------------------- | ----------------- | -------------------------------------------- |
| 1  | 1  | Pilot                               | Jonathan Levine     | David Flebotte                | 4 czerwca 2017    | 14 września 2017 (HBO GO 5 czerwca 2017)     |
| 2  | 2  | Midnight Special                    | Jon S. Baird        | Cindy Chupack                 | 11 czerwca 2017   | 21 września 2017 (HBO GO 12 czerwca 2017)    |
| 3  | 3  | The Cost of a Free Buffet           | Iain B. MacDonald   | Dave Holstein                 | 18 czerwca 2017   | 28 września 2017 (HBO GO 19 czerwca 2017)    |
| 4  | 4  | Sugar and Spice                     | David Evans         | Dave Flebotte                 | 25 czerwca 2017   | 5 października 2017 (HBO GO 26 czerwca 2017) |
| 5  | 5  | The Return                          | Jake Schreier       | Jeff Shakoor                  | 9 lipca 2017      | 12 października 2017 (HBO GO 10 lipca 2017)  |
| 6  | 6  | Girls Are Funny, Too                | Iain B. MacDonald   | Cindy Caponera                | 16 lipca 2017     | 19 października 2017 (HBO GO 17 lipca 2017)  |
| 7  | 7  | My Rifle, My Pony and Me            | Adam Davidson       | Martin Weiss                  | 23 lipca 2017     | 26 października 2017 (HBO GO 24 lipca 2017)  |
| 8  | 8  | The Unbelievable Power of Believing | Kate Dennis         | Cindy Chupack, Justin Hillian | 30 lipca 2017     | 2 listopada 2017 (HBO GO31 lipca 2017)       |
| 9  | 9  | Lingchi                             | Julie Anne Robinson | Alex Herschlag                | 6 sierpnia 2017   | 9 listopada 2017 (HBO GO 7 sierpnia 2017)    |
| 10 | 10 | Creative Indifferences              | Adam Davidson       | Dave Flebotte                 | 13 sierpnia 2017  | 16 listopada 2017 (HBO GO 14 sierpnia 2017)  |

### Sezon 2 (2018)
| Nr | #  | Tytuł                         | Reżyseria                  | Scenariusz                            | Premiera Showtime | Premiera HBO 3 |
| -- | -- | ----------------------------- | -------------------------- | ------------------------------------- | ----------------- | -------------- |
| 11 | 1  | Gone With The Wind            | Adam Davidson              | Dave Flebotte                         | 6 maja 2018       |                |
| 12 | 2  | Plus One                      | Adam Davidson              | Cindy Chupack                         | 13 maja 2018      |                |
| 13 | 3  | Bete Noir                     | Ernest R. Dickerson        | Peter Elkoff                          | 20 maja 2018      |                |
| 14 | 4  | Dread Pool                    | Jake Schreier              | Martin Weiss                          | 27 maja 2018      |                |
| 15 | 5  | Heroes and Villains           | Adam Davidson              | Justin Hillian                        | 3 czerwca 2018    |                |
| 16 | 6  | Between Us                    | Salli Richardson-Whitfield | Diarra Kilpatrick                     | 10 czerwca 2018   |                |
| 17 | 7  | Call Me a Ham                 | Mark Polish                | Jessica Lee Williamson, Dave Flebotte | 17 czerwca 2018   |                |
| 18 | 8  | Now You See Me, Now You Don't |                            |                                       | 24 czerwca 2018   |                |
| 19 | 9  | Deathbed Confessions          |                            |                                       | 1 lipca 2018      |                |
| 20 | 10 | Lines Crossed                 |                            |                                       | 8 lipca 2018      |                |

## Produkcja
12 sierpnia 2015 roku, stacja Showtime zamówiła pilotowy odcinek serialu.
We wrześniu 2015 roku ogłoszono, że RJ Cyler, Erik Griffin, Andrew Santino oraz Stephen Guarino dołączyli do obsady głównej komedii.
W kolejnym miesiącu do serialu dołączyły: Ari Graynor i Melissa Leo.
13 stycznia 2016 roku, stacja ogłosiła zamówienie pierwszego sezonu.
W pierwszym sezonie wystąpią gościnnie: Alfred Molina, Dylan Baker, Al Madrigal, Jon Daly, Robert Forster, Cathy Moriarty, Jake Lacy, Jeffrey Nordling, Obba Babatundé, Sebastian Stan, Richard Kind, Scott Cohen, David Paymer, Jocko Sims, Jere Burns, W. Earl Brown oraz Sarah Hay
.

9 września 2017 roku, stacja Showtime zamówiła drugi sezon